# Opuntia zamudioi
Opuntia zamudioi là một loài thực vật có hoa trong họ Cactaceae. Loài này được Scheinvar mô tả khoa học đầu tiên năm 2000.